# Alexander Stephens
Alexander Hamilton Stephens (Crawfordville (Georgia), 11 februari 1812 – Atlanta (Georgia), 4 maart 1883) was een Amerikaans politicus van de Whig Partij en de Democratische Partij. Hij was de enige vicepresident van de Geconfedereerde Staten van Amerika van 1862 tot 1865.
- Bibliothèque nationale de France: cb144650465 (data)
- Gemeinsame Normdatei: 119370999
- International Standard Name Identifier: 0000 0000 6317 6573
- Library of Congress Control Number: n50022426
- Nationale bibliotheek van Australië: 35523031
- Nationale Bibliotheek van Israël: 987007463428305171
- Nederlandse Thesaurus van Auteursnamen: 071320865
- SNAC: w6w958tz
- Système universitaire de documentation: 070057575
- Trove: 983544
- Biographical Directory of the United States Congress: S000854
- Virtual International Authority File: 22949859
- WorldCat: E39PBJvXdK4tbkJFXqVKMBGrbd